# Wareru
Wareru (birm. ဝါရီရူး /wàɹíjú/; 1253–1307) – założyciel Królestwa Ramanya zajmującego teren obecnej Dolnej Birmy (Mjanma).
Królestwo to jest bardziej znane pod nazwą Hanthawady Pegu (Bago) lub po prostu Pegu, chociaż pierwszą jego stolicą był Martaban. Wykorzystując zarówno swoje zdolności dyplomatyczne, jak i militarne, ten prosty człowiek z ludu o mieszanym pochodzeniu szańsko-mońskim potrafił stworzyć z sukcesem królestwo dla Monów w Dolnej Birmie po upadku imperium Paganu w roku 1287. Nominalnie Wareru był wasalem swego ojczyma Rama Khamhenga z Królestwa Sukhothai oraz Mongołów. Skutecznie odparł on ataki Trzech Szańskich Braci z Myinsaing w latach 1287 i 1294.
Wareru został zamordowany przez swych wnuków w styczniu 1307 roku i zastąpiony na tronie przez swojego brata Hkun Lawa. Największymi osiągnięciami jego panowania było powołanie komisji do sprawy ułożenia Dhammathat, najwcześniejszego birmańskiego kodeksu prawnego, jaki przetrwał do dzisiaj, oraz stworzenie królestwa Monów, które rozwijało się pomyślnie przez następne dwa i pól wieku.

## Wczesne lata życia
Magadu urodził się w pobliżu Thatôn; jego ojciec był Szanem, a matka Monką. Był najstarszym dzieckiem w rodzinie i miał co najmniej dwóch braci i siostrę. Jako młody człowiek Magadu został kupcem podróżującym między Martabanem a Sukhothai. W latach 70. XIII w. wstąpił na służbę króla Sukhothai Ram Khamhaenga (panującego w latach 1278–1298) jako pracownik w stajniach dla słoni i awansował osiągając pozycję kapitana gwardii pałacowej. W roku 1280 zbiegł on wraz z córką króla, Me Nang Soy Da (taj. เเม่นางสวยตา) i opuścił Sukhothai z kilkoma tuzinami stronników.

## Wzrastanie w siłę (1281–1287)
Będąc znowu w Martabanie, Wareru zaplanował przejęcie tam władzy gubernatorskiej. Według kronik birmańskich Wareru miał poprosić swą piękną siostrę Hnin U Yaing aby na miejsce swojej kąpieli wybrała ten fragment rzeki, gdzie mógłby ją zobaczyć Aleimma. Ten poprosił ją o rękę. Podczas ceremonii ślubnej Wareru zabił gubernatora i został panem Martabanu. Według kronik mońskich rokiem przewrotu był 1281, zaś według zapisów birmańskich – 1286. W każdym razie Imperium Paganu słaniało się na nogach zaabsorbowane najazdami Mongołów i nie było w stanie podjąć żadnego skutecznego działania.
W roku 1287 mongolscy najeźdźcy zdobyli Pagan i w całym królestwie doszło do zapaści władzy centralnej. Wielu gubernatorów, zwłaszcza tych z odległych peryferii imperium, którzy już wcześniej rządzili niczym suwerenni królowie, wystąpiło z otwartym buntem. Wareru był już praktycznie buntownikiem od roku 1281 (lub 1286), gdy przejął władzę nad Martabanem po zabiciu mianowanego przez Pagan gubernatora. Wareru zawarł sojusz z Tarabyą, gubernatorem Pegu, poprzez wzajemne poślubienie swoich córek. Ich połączone siły z południa pokonały północną armię dowodzoną przez Yazathingyana, który później został współzałożycielem Królestwa Myinsaing, i kontynuowały podbój całej Dolnej Birmy. Następnie dwaj zbuntowani przywódcy skłócili się między sobą i po jednej z potyczek Tarabaya został schwytany i stracony.
Według źródeł mońskich, Wareru ogłosił się królem 4 kwietnia 1287 roku (czwartek, 6. dzień Ubywania Księżyca miesiąca Późnego Tagu 648 ME).

## Panowanie (1287–1307)
Wareru, pół-Szan, starał się być godnym następcą mońskich królów, którzy rządzili Dolną Birmą zanim została ona wchłonięta przez Imperium Paganu. Swoje królestwo ogłosił on Ramanna (krajem Monów) ze stolicą w Martabanie. Chociaż pokonał on siły Północy, a Imperium Paganu przestało istnieć, przez resztę panowania troską Wareru pozostawała obawa przez najazdem z północy.
Przygotowując się na taką ewentualność zabezpieczył on tyły swojego królestwa wysyłając symboliczną daninę swemu ojczymowi Rama Khamhengowi, królowi Sukhothai. W roku 1293 otrzymał on od Sukhothai zarówno uznanie swojej władzy królewskiej, jak i dar w postaci białego słonia. Informacja o akcie uległości ze strony Wareru sprowokowała reakcję Trzech Szańskich Braci z Myinsaing, którzy pod koniec roku 1293 wysłali 8-tysięczną armię z zadaniem zdobycia Martabanu. Mając zabezpieczoną bazę, Wareru w 1294 roku skutecznie odparł siły inwazyjne i już do końca swojego panowania nie został przez nikogo zaatakowany. Będąc formalnie wasalem Sukhothai, Wareru niepokoił się planami tego królestwa związanymi z wybrzeżem Taninthayi. Aby wzmocnić swoją pozycję, w roku 1298 zwrócił się do Mongołów o uznanie go za bezpośredniego wasala Chin i uznanie to uzyskał, chociaż Sukhothai było także wasalem Mongołów.
W pewną sobotę stycznia 1307 roku Wareru został zamordowany przez swych wnuków, synów Tarabayi. Króla zastąpił na tronie jego brat Hkun Law.

## Spuścizna
Dzięki swoim zdolnościom dyplomatycznym oraz reputacji nieustępliwego wojownika, król Wareru stworzył z powododzeniem w Dolnej Birmie jedno, zunifikowane królestwo, które przetrwało następnych 250 lat. Niemniej jednak był on postrzegany przez lud, który wiwatował po jego zamordowaniu, bardziej jako szański uzurpator. Wareru odpowiada za powstanie Dhammathat (znanego także jako Kodeks Wareru), najstarszego zachowanego do dziś birmańskiego kodeksu. Wareru chciał ulepszyć kodeks Paganu ułożony przez Shin Dhammavilsę i w tym celu powołał królewską komisję, przed którą postawił zadanie ułożenia nowego, bardziej całościowego kodeksu. Komisja ta stworzyła Kodeks Wareru stanowiący podstawę birmańskiego prawa zwyczajowego. Profesor Robert Lingat wykazał, że Królestwo Ayutthaya było jedyną monarchią w Azji Południowo-Wschodniej, w której rozwinięto kodeks cywilny, oraz że kodeks ten wyrósł na serii nazywanych Dhammasattha prac stworzonych przez mońskich buddystów. Powstanie najbardziej wpływowej z tych prac przypisywane jest inicjatywie Wagaru albo Wareru (w języku tajskim: Cau Fa-Rua). Sytuacja ta utrzymywała się aż do roku 1908, kiedy powstał Syjamski Kodeks Karny.

## Imiona
Jego mońskim imieniem było Magadu (taj. มะกะโท, Makatho), a w języku szańskim tytuł zapisany został jako Wa Row (IPA: waraʊ), od czego utworzono imię Wareru. Jego tytuł odnotowano też po tajsku jako Chao Fa Rua (taj. เจ้าฟ้ารั่ว). Opisywany był także jako szański Saopha (IPA: saʊpa), co odpowiada tajskiemu Chao Fa. Słowa Sao and Chao pochodzą na różny sposób od chińskiego słowa oznaczającego pan. Pha (IPA /pa/) i Fa oznacza niebo lub niebiosa. Dodanie Rua (taj. รั่ว, dziura) zmienia znaczenie z „niebo” na „oberwanie chmury” lub podobne.